# Zvíkov, Český Krumlov
Zvíkov là một làng thuộc huyện Český Krumlov, vùng Jihočeský, Cộng hòa Séc.